# Georg Ernst von und zu Gilsa

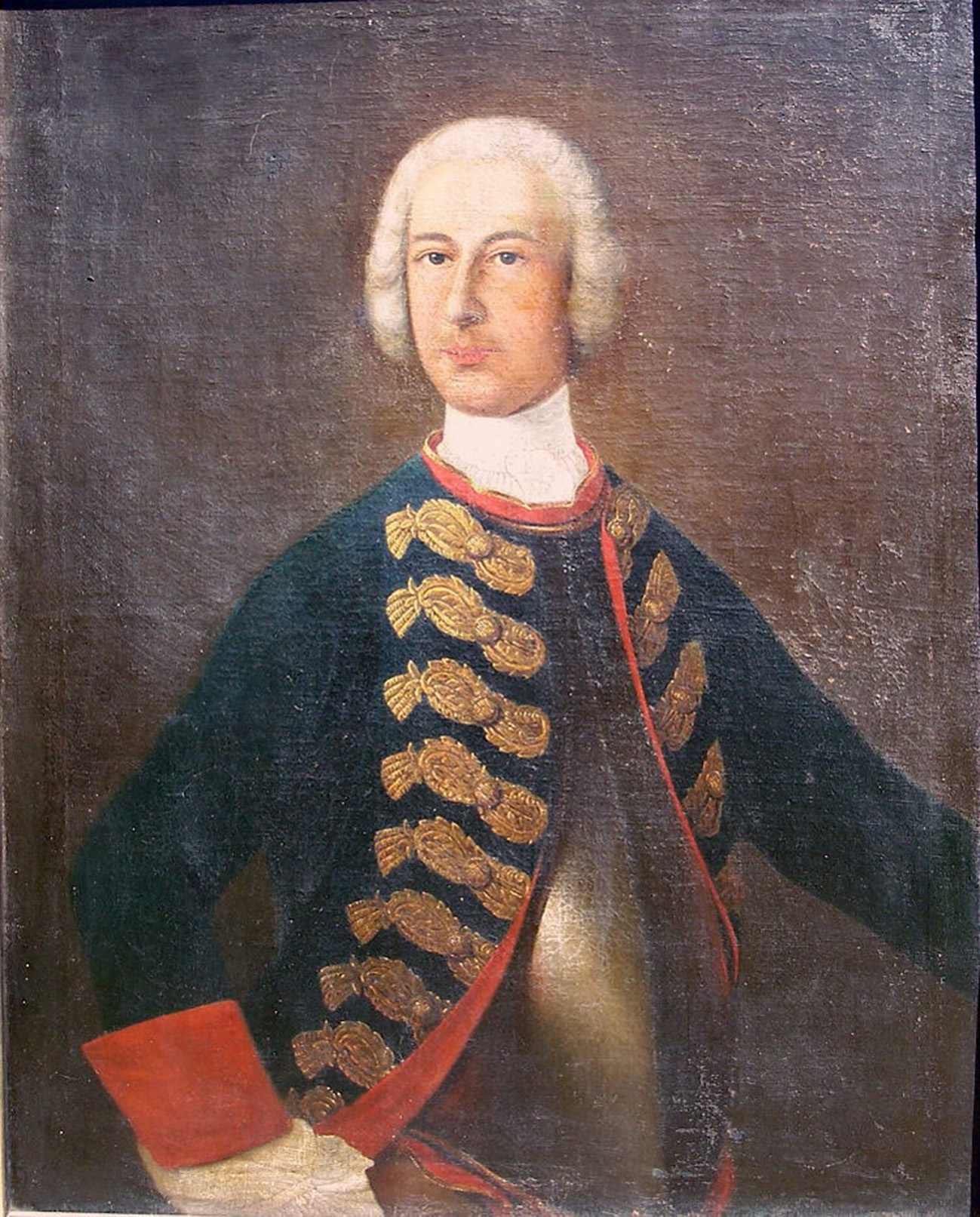
Georg Ernst von und zu Gilsa um 1775, Öl auf Leinwand

Georg Ernst von und zu Gilsa (* 18. Juni 1740 in Ziegenhain; † 9. Mai 1798 in Treysa) war ein hessischer Offizier, Kriegsrat und Obereinnehmer im Dienste der Landgrafschaft Hessen-Kassel. Seine erhaltenen Tagebucheintragungen und Briefe, in denen besonders die Teilnahme hessischer Truppen am Amerikanischen Unabhängigkeitskrieg auf Seiten der britischen Krone behandelt wird, stellen eine wichtige Quelle für die Geschichte der zweiten Hälfte des 18. Jahrhunderts dar.

## Leben
Georg Ernst von und zu Gilsa wurde am 18. Juni 1740 in Ziegenhain geboren. Er gehört der älteren Hauptlinie der Familie Gilsa, der auf dem Oberhof Gilsa, an.
Sein Vater Eitel Philipp Ludwig von und zu Gilsa (1700–1765) war hessisch-kasselischer Generalleutnant. Seine Mutter war Anna Juliane Sabine Sophie von und zu Gilsa, geb. von Scholley (1702–1765). Gilsa hatte vier Geschwister. Sein älterer Bruder Carl Friedrich Eitel (1729–1759) fiel im Siebenjährigen Krieg. Neben seiner Schwester Anna Margarethe (1736–1768) hatte er noch eine ältere Schwester, Friederike Caroline (1732–1804), und einen jüngeren Bruder, Wilhelm Friedrich Eitel (1744–1784). Zu den letzten beiden hatte er ein enges Verhältnis.
1754 trat Gilsa in den Militärdienst ein. Dort war er bei der Infanterie. Ab 1756 war er ein Jahr mit hessisch-kasselischen Subsidientruppen in Südengland stationiert. Während seines dortigen Aufenthaltes besichtigte er London und Umgebung. Im Siebenjährigen Krieg diente er im Regiment seines Vaters als Hauptmann und Adjutant und nahm an zahlreichen Schlachten teil: 1757 an der Schlacht bei Hastenbeck und an der Belagerung von Harburg, 1758 an der Schlacht bei Krefeld, 1759 an der Schlacht bei Bergen und der Schlacht bei Minden und 1760 an den Schlachten bei Warburg und bei Kloster Kampen. 1761 verlor er in der Schlacht von Vellinghausen seinen linken Arm und musste aus dem aktiven Militärdienst ausscheiden.
Er studierte ab 1762 Rechtswissenschaft, zunächst an der Hohen Schule Herborn und ab 1764 an der Universität Marburg. In Marburg kam er in Kontakt mit der Freimaurerei. Er wurde Sekretär der Loge „Zum gekrönten Löwen“. Auch wurde er in der gleichnamigen Mutterloge 1778 als Mitglied genannt. Im Laufe seines Lebens nahm er an verschiedenen Logenveranstaltungen teil.
Gilsa zeigte großes Interesse für zeitgenössische Literatur. Er war Mitglied der 1766 von Carl Wilhelm Robert in Marburg gegründeten „Literatur-Gesellschaft“ zur Pflege und Erforschung der deutschen Sprache und Literatur und Mitglied einer, wahrscheinlich von ihm selbst gegründeten, Lesegesellschaft.
Nachdem er sein Studium beendet hatte, heiratete er am 31. Dezember 1766 Henriette Luise Charlotte von der Malsburg (1748–1767), Tochter des hessischen Generalleutnants und Kommandanten der Festung Marburg, August Carl von der Malsburg. Ihr erhaltener Briefwechsel, bestehend aus 140 Briefen, beginnt mit dem Kennenlernen im September 1765 und endet mit dem Tod von Henriette Luise Charlotte. Sie verstarb im Alter von nur neunzehn Jahren bei der Geburt der Tochter Caroline Friederike Franziska (1767–1772) im Dezember 1767 im Kindbett.
Im Februar 1767 wurde Gilsa zum hessischen Kriegsrat ernannt und ein Jahr darauf zum ritterschaftlichen Obereinnehmer in Treysa. 1772 kaufte seine unverheiratete Schwester Friederike Caroline in Treysa ein Haus, in dem die Geschwister dann gemeinsam lebten und sie ihrem Bruder den Haushalt führte. Im selben Jahr verstarb seine Tochter. Nach dem Umzug unternahm er keine größeren Reisen mehr. Eine Ausnahme war eine Reise nach Göttingen im Jahre 1789, wo er den Botanischen Garten und die Bibliothek besichtigte und den Historiker August Ludwig von Schlözer sowie den Juristen Georg Ludwig Böhmer besuchte. Sonst war er nur noch im mittel- und nordhessischen Raum unterwegs.
Gilsa nahm 1773/74, 1778/79 und 1785/86 an den hessisch-kasselischen Landtagen teil und war auch bei anderen landständischen bzw. ritterschaftlichen Versammlungen anwesend. Während seiner Aufenthalte in Kassel, die teilweise monatelang dauerten, besuchte er Ballett-, Theater- und Opernaufführungen und suchte häufig die Parkanlage am Weißenstein, die Menagerie, die Orangerie und das Marmorbad auf.
Durch Korrespondenz oder Besuche pflegte er gesellschaftlichen Umgang mit anderen adligen Familien der Landgrafschaft; enger befreundet war er mit der Familie von Urff. Er hatte aber auch Kontakt zu Nichtadligen, so zu einigen Pfarrersfamilien.
1794 wurde er im Ersten Koalitionskrieg gegen Frankreich zum Befehlshaber des Landesregiments Ziegenhain und zum Obristen ernannt, erlebte jedoch keinen Kriegseinsatz mehr.
Georg Ernst von und zu Gilsa verstarb am 9. Mai 1798 in Treysa und wurde in der Familiengruft in Gilsa bestattet.

## Die Quellen
Die Briefe und Tagebuchaufzeichnungen des Georg Ernst von und zu Gilsa sind im Familienarchiv erhalten geblieben. 2007 wurden zunächst die Tagebuchaufzeichnungen und bei der anschließenden Sichtung auch die Briefe wiederentdeckt. Die Originale befinden sich heute im Hessischen Staatsarchiv Marburg. Außerdem existiert ein Digitalisat im Hessischen Landesamt für geschichtliche Landeskunde.

### Briefe (1772–1784)
Die Briefe sind in einer Lederschreibmappe mit drei Faszikeln erhalten. Eines davon trägt den Titel „Briefe von meinen Freunden, besonders aus America“. Insgesamt sind 129 Briefe aus den Jahren 1772–1784 an Gilsa sowie einige Kopien von Schreiben an andere und Kopien von Zeitungsartikeln erhalten. Die meisten stammen aus dem Jahr 1775. Die Briefe von Ende Dezember 1777 bis Ende Juni 1781 sind verloren gegangen. Verfasst wurden die Briefe in Deutschland, Amerika, England und Frankreich, die Abschriften stammen hauptsächlich von Personen aus Nordamerika. Insgesamt sind es 29 Autoren, zu denen Gilsa unterschiedliche Beziehungen hatte, sowohl verwandtschaftliche als auch auf Grund des gemeinsamen Militärdienstes, der Studienzeit oder gemeinsamer Interessen für Literatur oder Freimaurerei. Die Briefe sind ausschließlich privater Natur; sie behandeln persönliche Angelegenheiten, Klatsch und Tratsch, Krankheiten und berufliche Fragen. Den größten Raum nimmt jedoch der Einsatz hessischer Truppen im Amerikanischen Unabhängigkeitskrieg ein. Erstmals gibt es mit diesen Briefen eine die ganze Dauer des Krieges abdeckende Privatkorrespondenz. Mit dieser kann der offizielle Schriftwechsel sowie die erhaltenen Tagebücher überprüft und berichtigt werden. Auch geben sie individuelle Einblicke, die zeitgenössische Wahrnehmung sowie die Einschätzungen des Einsatzes durch die Kriegsteilnehmer wieder.
Ein weiteres Thema ist die Freimaurerei. In den Briefen werden die Entwicklung und die Ereignisse in verschiedenen Logen, auch außerhalb der Landgrafschaft Hessen, besprochen. Auch wird man über Interna der Kasseler Loge „Zum gekrönten Löwen“ informiert. Ebenfalls spielt die Literatur eine Rolle. Hier wird die Qualität verschiedener Zeitschriften, aber auch Johann Wolfgang von Goethes Werk „Die Leiden des jungen Werthers“ erörtert. Durch die Briefe lassen sich auch die familiären und freundschaftlichen Beziehungen Gilsas nachvollziehen.

### Tagebücher (1754–1798)
Die Tagebuchaufzeichnungen von Georg Ernst von und zu Gilsa beginnen am 2. Februar 1754 mit seinem Eintritt in die Armee und enden im Januar 1798. Die ersten Eintragungen bis 1784 stehen in einem gebundenen Lederband mit der Aufschrift „Mein Journal“; danach wurden die Einträge in dünnen Heften fortgesetzt. Insgesamt gab es acht Hefte; das siebte, mit den Einträgen von September 1790 bis Juli 1792, ist jedoch verloren gegangen. Gilsa führte sein Tagebuch durchgehend ohne größere Unterbrechungen. Auch gibt es Schreiben und Briefe, die Gilsa in sein Tagebuch kopierte oder deren Eingang er dort dokumentierte. Daneben führte er im Jahre 1777 in seinem Tagebuch ein „Journal meiner abermahligen harten Kranckheiten“, in welches er Beobachtungen und Behandlungen seiner Krankheiten eintrug.
Die Tagebücher zeigen eine große Themenvielfalt, vom Siebenjährigen Krieg bis zur akademischen Ausbildung eines jungen Adligen, und sind von Bedeutung für verschiedene Forschungsgebiete. So ist das erste Buch für die „neue Militärgeschichte“ interessant, da es den Verlauf des Siebenjährigen Krieges aus der Sicht eines relativ unerfahrenen Kriegsteilnehmers schildert. Aus den Anmerkungen zum Studium lassen sich Studienverlauf und studentisches Leben eines jungen Adligen rekonstruieren. Die Berichte über seinen Beruf als Kriegsrat und Obereinnehmer geben Aufschluss über den Verlauf von und Auseinandersetzungen bei Landtagsverhandlungen, persönliche Netzwerke und das gesellschaftliche Leben in ihrem Umfeld und sind dadurch bedeutsam für die politische Geschichte sowie die Verfassungs- und Verwaltungsgeschichte der Landgrafschaft Hessen-Kassel. Ein weiteres Thema ist der Amerikanische Unabhängigkeitskrieg, seine zeitgenössische Wahrnehmung und die Bewertung des Einsatzes hessischer Truppen. Ferner sind der Erste Koalitionskrieg und die Logenveranstaltungen der Freimaurer Thema in den Einträgen. Weitere Forschungsfelder, für die das Tagebuch von Bedeutung ist, sind die Universitäts- und Bildungsgeschichte sowie die Medizingeschichte.